# 末松太平
末松 太平（すえまつ たへい、1905年（明治38年）9月11日 - 1993年（平成5年）1月17日）は、日本の陸軍軍人。最終階級は陸軍歩兵大尉。

## 略歴
福岡県門司市（現北九州市門司区）の農家に生まれる。小倉中学、広島陸軍幼年学校を経て1927年（昭和2年）陸軍士官学校卒業（第39期）、歩兵第5連隊附、少尉となる。この間の1925年（大正14年）頃、西田税と出会う。昭和初期、東北の農家が娘を身売りするようなかなり困窮した状況を見て昭和維新を掲げる青年将校の1人となった。
1928年（昭和3年）陸軍歩兵学校に入校し、卒業後原隊復帰。1931年（昭和6年）8月、陸軍戸山学校に甲種学生派遣、中尉。郷詩会に参加、十月事件にも連名。11月、満洲事変に出征。
1934年（昭和9年）3月、満洲より帰朝。機関砲についての研修のため、再び歩兵学校に入校する。1935年（昭和10年）歩兵第5連隊機関銃隊附。10月、大尉に任ぜられる。同月、元千葉市長久保三郎の娘敏子と結婚。12月、歩兵砲隊長に任ぜられる。同年の陸軍士官学校事件後、旅先で同じ宿になった相沢三郎から永田鉄山暗殺の相談や協力を求められる。
1936年（昭和11年）2月の二・二六事件を支援、1937年（昭和12年）1月軍法会議にて禁錮4年の判決を受けて免官。これにより正七位を失位、勲六等、功五級及び昭和六年乃至九年事変従軍記章、大礼記念章（昭和）を褫奪された。1939年（昭和14年）、仮釈放。
1963年（昭和38年）出版の著書『私の昭和史 二・二六事件異聞』は事件を扱った書籍の中でも内容が濃く資料的価値の高さがあり、三島由紀夫から「軍人の書いた文章と思えぬほど、見事な洗練された文章であり、淡々たる叙述のうちに哀切な抒情がにじみ出てくるのも心憎く、立派な一篇の文学である」「ここ十年ほどの間で、もっとも感銘を受けた『私の人生の本』」「人間のさわやかさ、美しさ、至純が、何の誇張もなしにえがかれている」と高評され、末松とは対談するなど交友をもった。